# Trạm Trường Thành
Trạm Trường Thành (giản thể: 长城站; phồn thể: 長城站; bính âm: Chángchéng Zhàn) là trạm nghiên cứu đầu tiên của Trung Quốc ở Nam Cực và khai trương vào ngày 20 tháng 2 năm 1985. Trạm nằm trên bán đảo Fildes trên đảo King George, và có khoảng cách 2,5 km so với trạm Frei Montalva của Chile, và cách 960 kilômét (600 mi) so với Cape Horn. Trạm này nằm trên một mặt đá không phủ băng, ở độ cao khoảng 10 trên mực nước biển.

## Lịch sử
Năm 1984, Trung Quốc tổ chức chuyến thám hiểm khoa học đầu tiên tới Nam Cực và Quách Côn được bổ nhiệm làm trưởng nhóm thám hiểm gồm 591 thành viên. Nhóm khởi hành Thượng Hải vào ngày 20 tháng 11 năm 1984 trên hai con tàu, tàu Hướng Dương Hồng 10 và J121, và đã tới đảo King George ngoài khơi Nam Cực vào ngày 30 tháng 12. Phần chính trong nhiệm vụ của họ là xây dựng căn cứ Nam Cực đầu tiên của Trung Quốc, Trạm Vạn Lý Trường Thành. Do tàu Hướng Dương Hồng 10 không phải là tàu phá băng, đội phải rời đi trước khi kết thúc mùa hè Nam Cực và chỉ có một cơ hội ngắn ngủi để hoàn thành nhiệm vụ của mình. Dưới sự chỉ đạo của Guo, nhóm làm việc 16 đến 17 giờ mỗi ngày trong điều kiện thời tiết thường khắc nghiệt và hoàn thành việc xây dựng chỉ trong 40 ngày. Việc xây dựng nhà ga được hoàn thành vào ngày 14 tháng 2 năm 1985.